# Kościelna Komisja Historyczna
Kościelna Komisja Historyczna – organ powołany 18 października 2006 przez 337. Zebranie Plenarne Konferencji Episkopatu Polski w celu naukowego badania zasobów Instytutu Pamięci Narodowej dotyczących inwigilacji i represjonowania Kościoła katolickiego w okresie PRL.
14 listopada 2006 odbyło się pierwsze spotkanie Komisji. Na przewodniczącego Komisji wybrano prof. Wojciecha Łączkowskiego, a na wiceprzewodniczącego ks. prof. Jerzego Myszora. Członkami komisji zostali prof. Zbigniew Cieślak, ks. prof. Jacek Urban i ks. dr hab. Bogdan Stanaszek.
Zgodnie z zasadami pracy Komisji, ustalonymi na zebraniu 12 grudnia 2006, komisja ma możliwość badania indywidualnych przypadków podejrzeń o współpracę z organami bezpieczeństwa PRL. Może to nastąpić na wniosek zainteresowanych osób lub na prośbę Konferencji Episkopatu Polski, z zachowaniem wymogów prawa kanonicznego.
30 grudnia abp Stanisław Wielgus zapowiedział, że zwróci się do Komisji z prośbą o zbadanie dokumentów IPN na jego temat w związku z posądzeniem w prasie o współpracę ze Służbą Bezpieczeństwa.
2 stycznia 2007 Kościelna Komisja Historyczna rozpoczęła prace w archiwum IPN; zakończyła je 27 czerwca 2007. Opublikowała, że wśród polskich biskupów kilkunastu było zarejestrowanych jako tajni współpracownicy. Zdaniem abp. Sławoja Leszka Głodzia nie ma podstaw do tego, by twierdzić, że któryś z obecnie żyjących biskupów współpracował z SB. Wyniki prac komisji Konferencja Episkopatu Polski przekazała Stolicy Apostolskiej (za pośrednictwem nuncjusza), a potem udostępniła opinii publicznej.